# Helicogonium orbiliarum
Helicogonium orbiliarum är en svampart som beskrevs av Baral & G. Marson 1999. Enligt Catalogue of Life ingår Helicogonium orbiliarum i släktet Helicogonium,  och familjen Endomycetaceae, men enligt Dyntaxa är tillhörigheten istället släktet Helicogonium,  och divisionen sporsäcksvampar. Arten är reproducerande i Sverige. Inga underarter finns listade i Catalogue of Life.